# محطة قطار هاثيرسايج
محطة قطار هاثيرسايج (بالإنجليزية: Hathersage railway station)‏‏ هي محطة قطار  في المملكة المتحدة، تُشغلها قطارات إيست ميدلاند. افتُتحت هذه المحطة في 1894، ويبلغ عدد مسارات أرصفتها 2.